# Le Martyre de Saint Sébastien
Le Martyre de Saint Sébastien (Das Martyrium des Heiligen Sebastian) (L 124) ist ein Bühnenwerk, ein „Mysterium in fünf Akten“ mit Musik von Claude Debussy und Text von Gabriele D’Annunzio.

## Werkgeschichte
Das Monumentalwerk wurde 1911 geschrieben und am 22. Mai dieses Jahres im Théâtre du Châtelet in Paris uraufgeführt. D’Annunzio gestaltete den französischen Text (in 3938 Versen) auch für die Tänzerin Ida Rubinstein, die die Rolle des Märtyrers Sebastian übernehmen sollte. Debussy sollte für diese gewaltige Textmasse einige Chöre, Orchesterzwischenspiele und Arien schreiben, aus Zeitgründen kam er (in Zusammenarbeit mit André Caplet) jedoch nur zu einer etwa einstündigen Bühnenmusik, gegen die etwa vier Stunden Text stehen.
Die Uraufführung geriet zu einem Skandal, der Erzbischof von Paris, Léon-Adolphe Amette, verbot allen Katholiken den Besuch der Vorstellungen wegen der Darstellung des Heiligen durch eine leichtbekleidete jüdische und russische Frau, Ida Rubinstein. Infolgedessen wurden sämtliche Werke D’Annunzios auf den Index Librorum Prohibitorum gesetzt. Die Kritiken und das Verhalten des Publikums waren dementsprechend brüskiert, bzw. ob der Dauer (über fünf Stunden) gelangweilt.
Das komplette Werk wird in der ursprünglichen Form sehr selten aufgeführt. Dafür mag auch der sentimentale und lange Fin-de-siècle-Text D’Annunzios verantwortlich sein. Auf der Konzertbühne kann sich Debussys Musik hingegen einerseits in konzertanten Aufführungen behaupten, andererseits gelangte die Fassung für Symphonieorchester „Fragments Symphoniques“ von Désiré-Émile Inghelbrecht zu einiger Beliebtheit. In einer Neufassung der Sing-Akademie zu Berlin aus dem Jahr 2012 wurde die Heiligen-Legende szenisch eingerichtet und um Interventionen von fünf jungen zeitgenössischen Komponisten erweitert. Mit Schauspielerin Hanna Schygulla in der Partie des heiligen Sebastian zog die Aufführung in der Berliner Kaiser-Wilhelm-Gedächtniskirche viel Aufmerksamkeit auf sich.
Die deutsche Übersetzung des Textes durch Gustav Schneeli erschien 1913 im Berliner Verlag Erich Reiss.

## Gliederung
1. La Cour des Lys (Der Hof der Lilien)
2. La Chambre magique (Die magische Kammer)
3. Le concile des faux Dieux (Der Gerichtshof der falschen Götter)
4. Le Laurier blessé (Der verwundete Lorbeerbaum)
5. Le Paradis (Das Paradies)

## Aufnahmen
Die Musik wurde mit gekürzten Zwischentexten unter anderem aufgenommen von:
- 2008 Heidi Grant Murphy, Dagmar Pecková, Nathalie Stutzmann, Dörte Lyssewski, Collegium Vocale Gent (Chorleitung: Christoph Siebert), SWR Sinfonieorchester Baden-Baden und Freiburg unter Sylvain Cambreling (Glor Classics GC08181)
- 1984 Colin Davis (Dirigent)/Petr Weigl: Le Martyre de Saint Sébastien. Film für den WDR und das Tschechische Fernsehen. Mit Michael Biehn (Titelrolle), Anne Sofie von Otter[2]
- 1972 Catherine Gayer, Hanna Aurbacher, Brigitte Messthaler, Chor des Bayerischen Rundfunks (Heinz Mende), SWR-Vokalensemble (Hermann Josef Dahmen), Radio-Sinfonieorchester Stuttgart des SWR, Michael Gielen (= CD 3 der Michael Gielen Edition Vol. 7, P 2018)
- 1954 Jacqueline Brumaire, Rita Gorr, Solange Michel u. a., Choeurs Raymond Saint-Paul, Orchestre National de la Radiodiffusion Paris, André Cluytens (= CD 31 und CD 32 in Claude Debussy: The Complete Works, Warner Classics, P 2017)
- 1953 Suzanne Danco, Nancy Waugh, Lise de Montmollin, Union Chorale de la Tour-de-Peilz (Chorleiter Robert Mermoud), l’Orchestre de la Suisse Romande unter Ernest Ansermet, Decca
- 1952 Frances Yeend, Anna Kaskas, Miriam Stewart, Oklahoma City Symphony Chorale (Chorleiter Robert Roudié), Oklahoma City Symphony Orchestra Victor Alessandro, Allegro/Elite

## Deutsche Übersetzung
Gabriele D’Annunzio – Das Martyrium des Heiligen Sebastian. Deutsch von Gustav Schneeli. Erich Reiss Verlag, Berlin 1913